# Hanna Shcherba-Lorgeril
Pour les articles homonymes, voir Shcherba et Lorgeril.

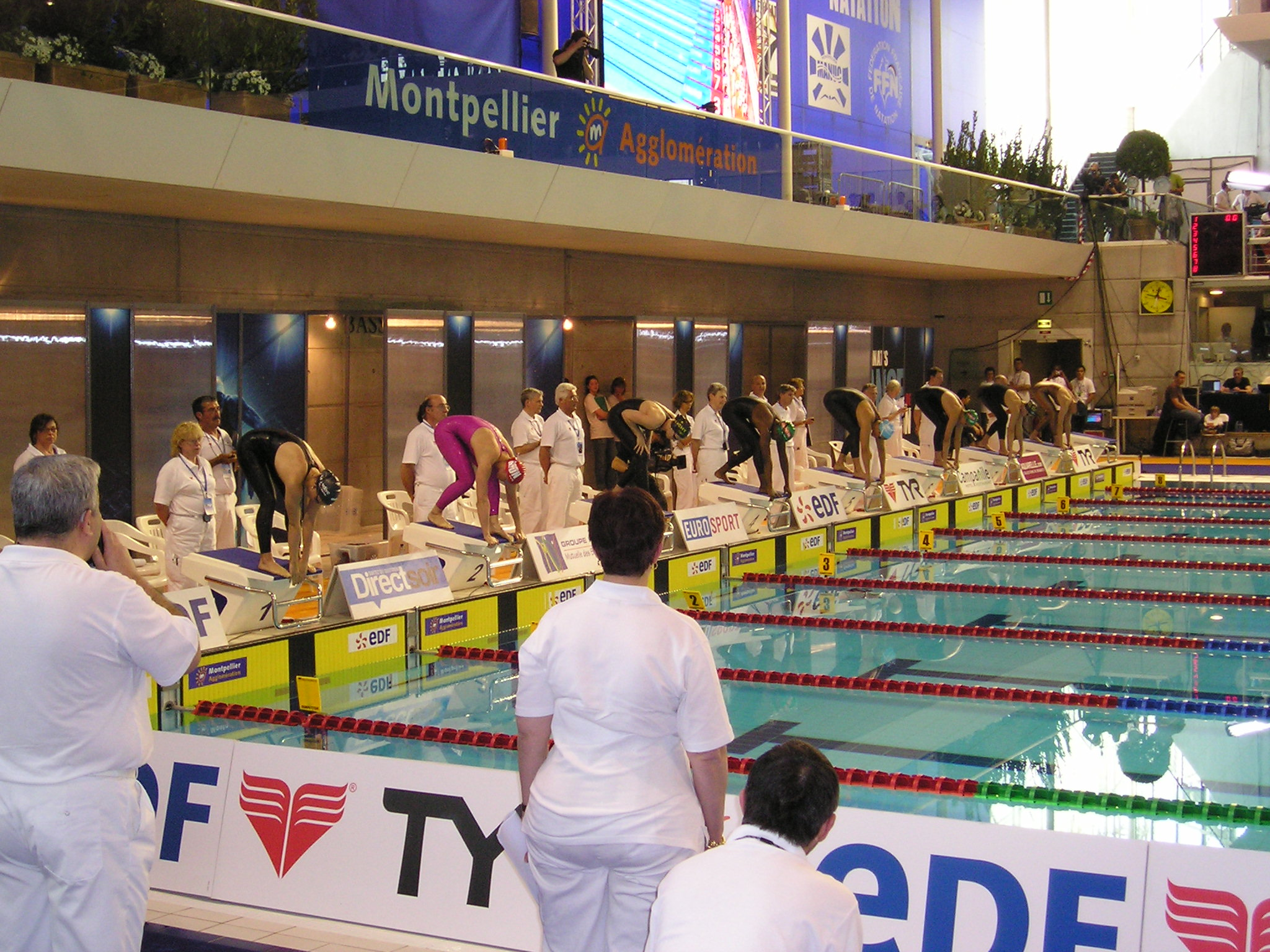
Ligne 3 (à partir du bas), finale du championnat de France 2009, 100 mètres nage libre

Hanna Shcherba-Lorgeril, née Hanna Shcherba (biélorusse : Ганна Вячаславаўна Шчэрба) le 11 janvier 1982 à Baranovitchi (Biélorussie), est une nageuse française d'origine biélorusse, naturalisée en 2006. Elle a successivement été licencié aux clubs du CN Melun-Dammarie, du CS Clichy 92, du CN Chalon-sur-Saône, de l'ES Nanterre, de l'ES Massy Natation, puis de St-Etienne Natation.

## Palmarès

### Championnats d'Europe
- Médaille d'argent sur 200 mètres 4 nages lors des Championnats d'Europe 2002 à Berlin (pour la Biélorussie).
- Médaille d'argent sur 200 mètres 4 nages lors des Championnats d'Europe 2004 à Madrid (pour la Biélorussie).

### Championnats de France
- Championnats de France 2008 à Dunkerque
  -  Médaille de bronze du 50 m nage libre
- Championnats de France 2009 à Montpellier
  -  Médaille de bronze du 100 m nage libre
  -  Médaille d'argent du 50 m nage libre
- Championnats de France 2010 à Saint-Raphaël
  -  Médaille d'or du 50 m nage libre
  -  Médaille de bronze du 4 × 100 m nage libre
  -  Médaille de bronze du 4 × 200 m nage libre
  -  Médaille de bronze du 4 × 100 m 4 nages.